# Kenny Gregory
William Kendrick „Kenny“ Gregory (* 16. November 1978 in Columbus, Ohio) ist ein ehemaliger US-amerikanischer Basketballspieler. Nach dem Studium in seinem Heimatland spielte Gregory zunächst in der National Basketball Development League (D-League), bevor er seine professionelle Karriere in Europa fortsetzte. Mit der Empfehlung eines „Most Valuable Player“ (MVP) der British Basketball League (BBL) 2003 bekam Gregory auch Angebote aus lukrativeren südeuropäischen Ligen. Mit Le Mans Sarthe Basket gewann er 2006 die französische Meisterschaft und den Ligapokal und am Ende seiner Karriere auch den slowenischen Pokalwettbewerb mit KK Union Olimpija. Sein letztes Engagement beim französischen Meister SLUC Nancy endete nach knapp vier Wochen im Dezember 2011 und Gregory war anschließend professionell nicht mehr aktiv.

## Karriere
Gregory ging als MVP des „McDonald’s All-American Game“ 1997 für die besten Highschool-Basketballspieler des Landes zum Studium an die University of Kansas, wo er für die renommierte Hochschulmannschaft Jayhawks in der Big 12 Conference der NCAA spielte. In der Saison 1997/98 konnten die Jayhawks ihren Titel im Meisterschaftsturnier der Big 12 erfolgreich verteidigen, wobei Gregorys Mannschaftskamerad, der spätere NBA All-Star Paul Pierce, erneut MVP des Turniers wurde. In Pierce’ Senior-Collegespielzeit verlor man jedoch als topgesetzte Mannschaft in der landesweiten NCAA-Endrunde bereits in der zweiten Runde gegen die von Lamar Odom angeführten Rhode Island Rams. Ein Jahr später konnte man ohne Pierce das Big 12-Meisterschaftsturnier auch bei seiner dritten Austragung in einem „Low-Scoring-Game“ mit 53:37 gegen die Oklahoma State Cowboys gewinnen. Die Jayhawks gewannen bis dahin kein Big 12-Meisterschaftsfinale mit weniger als zehn Punkten Differenz. An Nummer sechs der regionalen Setzliste in der NCAA-Endrunde gesetzt traf man bereits in der zweiten Runde auf die Kentucky Wildcats, denen man nach Verlängerung unterlag. In den abschließenden beiden Collegespielzeiten von Gregory konnten die Jayhawks nicht an ihr gewohnte Niveau anschließen. In der Conference reichte es nicht zu Titelerfolgen und nach einer erneuten Zweitrundenniederlage reichte es zumindest 2001 zum Einzug in die Achtelfinalrunde „Sweet Sixteen“ der NCAA-Endrunde, in der man den Illinois Fighting Illini von Trainer Bill Self unterlag, der zwei Jahre später Trainer der Jayhawks werden sollte.
Nachdem Gregory in der NBA-Draft 2001 nicht ausgewählt worden war, versucht er sich über die neu eingerichtete D-League einen Platz in der am höchsten dotierten Profiliga NBA zu erspielen. Gedraftet von den Mobile Revelers spielte er schließlich bei den Groove aus Greenville (South Carolina) gemeinsam mit seinem ehemaligen Mannschaftskameraden Eric Chenowith, der zwar in der Entry Draft der NBA ausgewählt wurde, aber ohne Vertrag geblieben war. Beide waren aber am Ende der Saison, als die Groove die erste Meisterschaft der D-League gewannen, nicht mehr im Kader vertreten. Gregory versuchte sich über die Sommerliga United States Basketball League (USBL) für einen Vertrag in der NBA zu empfehlen. Als dies nicht von Erfolg gekrönt war, bekam er schließlich nur einen Vertrag in der sportlich eher unbedeutenden British Basketball League (BBL) bei den Jets aus Chester. Die Jets hatten die BBL in der Vorsaison dominiert und alle zu vergebenden Titel dieser geschlossenen Profiliga gewonnen. Bei der letzten Austragung des Pokalwettbewerbs in seiner ursprünglichen Form als „National Cup“ verlor man als Titelverteidiger das Finale mit zehn Punkten Unterschied gegen die Brighton Bears. Den Titel im Ligapokal BBL Trophy konnte man hingegen nach dem Finalsieg mit zwei Punkten Unterschied über die London Towers verteidigen. Obwohl Gregory als „Topscorer“ der BBL zum MVP der Saison ernannt wurde, belegte man in der regulären Saison der BBL nur den dritten Platz und verlor in der ersten Play-off-Runde gegen den späteren Titelgewinner Scottish Rocks.
Nachdem Gregory nach der NBA Summer League 2003 im Trikot der Chicago Bulls erneut keinen Saisonvertrag in der NBA bekam, suchte er sich einen Vertrag in einer lukrativeren südeuropäischen Liga. Er bekam jedoch nur ein Engagement in der zweiten italienischen Liga Legadue beim Basketballklub aus Pavia, die in der Vorsaison bereits Eric Burks aus der BBL geholt hatten. In den Play-offs um den Aufstieg schied man als Hauptrundensechster in der ersten Runde aus. Obwohl Gregory seine Punktausbeute in der Saison 2004/05 steigerte, verpasste Pavia die Play-off-Plätze als Elfter. Für die Spielzeit 2005/06 bekam Gregory dann einen Vertrag in der ersten französischen Liga LNB Pro A bei MSB aus Le Mans. Mit diesem Verein gewann er den Ligapokal „Semaine de As“ und zog als Hauptrundenfünfter in die Play-offs um die französische Meisterschaft ein, in denen man kein Spiel mehr verlor und mit dem Sieg im Finale über SLUC Nancy die vierte Meisterschaft des Vereins feiern konnte. In der Vorrundengruppe des höchsten europäischen Vereinswettbewerbs EuroLeague 2006/07 konnte man nur den deutschen Meister RheinEnergie Köln hinter sich lassen und sich nicht für die Zwischenrunde der 16 besten europäischen Mannschaften qualifizieren. Die Titelverteidigung im französischen Ligapokal verpasste man nach einer Finalniederlage gegen Chorale Roanne, die wie Le Mans im Vorjahr auch die Meisterschaft in den Play-offs gewannen, während der Titelverteidiger als Hauptrundensechster bereits in der ersten Runde ausschied. Für die Saison 2007/08 bekam Gregory einen Vertrag beim türkischen Vizemeister Efes Pilsen aus Istanbul in der Türkiye Basketbol Ligi. In der EuroLeague 2007/08 reichte es diesmal zum Einzug in die Zwischenrunde, in der man jedoch nur noch einen Sieg in sechs Spielen erzielte. Als Hauptrundenzweiter der türkischen Meisterschaft verlor man die Play-off-Halbfinalserie gegen Titelverteidiger Fenerbahçe Ülker.
Für die Spielzeit 2008/09 wechselte Gregory in die griechische Liga A1 Ethniki zu PAOK aus Thessaloniki. Nachdem PAOK in Liquiditätsschwierigkeiten steckte, verließ Gregory den Verein im Februar 2009 und schloss sich Pamesa aus Valencia in der spanischen Liga ACB an. Dieser Verein qualifizierte sich im Eurocup 2008/09 nach nur zwei Niederlagen in zwölf Gruppenspielen vergleichsweise souverän für das „Final Eight“-Turnier in Turin, bei dem man jedoch im Viertelfinale gegen den späteren russischen Finalisten BK Chimki unterlag. In der spanischen Meisterschaft schied man in der ersten Runde der Play-offs gegen den späteren Titelgewinner FC Barcelona Regal aus. Für die Saison 2009/10 kehrte Gregory zu PAOK zurück, die sich zwar zum Ende der Spielzeit auf den fünften Platz verbessern konnten, aber ebenso wie im Vorjahr in der ersten Play-off-Runde um die griechische Meisterschaft ausschieden. In der Saison 2010/11 spielte Gregory in der slowenischen Hauptstadt Ljubljana für den dortigen Vizemeister KK Union Olimpija, mit dem er in der EuroLeague 2010/11 nach sechs Vorrundensiegen den zweiten Platz in der Vorrundengruppe erreichen konnte. Nach dem Auftaktsieg in der Zwischenrunde, bei dem Gregory als effektivster Spieler zum MVP des Spieltags ernannt wurde, verlor man die restlichen fünf Spiele und schied aus. Den Titel im nationalen Pokalwettbewerb konnte man erfolgreich verteidigen, während die Finalserie in der Meisterschaft erneut gegen Titelverteidiger und Erzrivale KK Krka verloren ging. In der folgenden Saison bekam Gregory erst im Dezember 2011 einen neuen Vertrag beim französischen Meister SLUC aus Nancy, nachdem Nicolas Batum nach dem Ende des „Lockouts“ in die NBA zurückgekehrt war. Nach dem Ausscheiden in der Vorrunde der EuroLeague 2011/12 und nur zwei Meisterschaftseinsätzen in der nationalen Liga wurde der Vertrag aber bereits Ende Dezember wieder beendet. Anschließend kehrte Gregory als professioneller Spieler nicht mehr auf das Spielfeld zurück.